# Chairapata
Chairapata ist eine Ortschaft im Departamento Potosí im Hochland des südamerikanischen Andenstaates Bolivien.

## Lage im Nahraum
Chairapata ist der zweitgrößte Ort des Kanton Ayoma im Municipio San Pedro de Macha in der Provinz Chayanta. Die Ortschaft liegt auf einer Höhe von 3442 m an der Mündung eines kleinen Nebenflusses in den Río Chairapata, welcher flussabwärts über den Río Guadalupe, den Río Chayanta und den Río San Pedro in den bolivianischen Río Grande führt. Der Ort ist eingerahmt von Bergrücken, die bis auf mehr als 4000 m aufragen.

## Geographie
Chairapata liegt am Ostrand des bolivianischen Altiplano, zwischen der Cordillera Azanaques im Westen und dem Hauptgebirgszug der Cordillera Central im Osten. Die Vegetation ist die der Puna, das Klima ist semiarid und ein typisches Tageszeitenklima, bei dem die mittlere Temperaturschwankung im Tagesverlauf stärker ausfällt als im Verlauf der Jahreszeiten.
Die mittlere Jahresdurchschnittstemperatur der Region liegt bei 12 °C, die Monatsdurchschnittswerte schwanken zwischen knapp 9 °C im Juli und knapp 15 °C im November (siehe Klimadiagramm Pocoata). Der Jahresniederschlag beträgt nur 450 mm und fällt vor allem in den Sommermonaten, die Trockenzeit mit Monatswerten von maximal 20 mm dauert von April bis Oktober.

## Verkehrsnetz
Chairapata liegt in einer Entfernung von 194 Straßenkilometern nördlich von Potosí, der Hauptstadt des gleichnamigen Departamentos.
Von Potosí aus führt die Nationalstraße Ruta 1 in nördlicher Richtung über Tarapaya, Yocalla und Cruce Culta weiter nach Oruro und El Alto, der Nachbarstadt von La Paz, und nach Desaguadero am Titicacasee.
In Cruce Culta (früher: Ventilla) zweigt eine unbefestigte Landstraße von der Hauptstraße in nördlicher Richtung ab und erreicht nach 38 Kilometern die Ruta 6 zwei Kilometer nördlich von Macha. Die Ruta 6 führt von hier aus über weitere 24 Kilometer weiter in südöstlicher Richtung über Tomaycuri zu dem Weiler Soratiri.  Dort zweigt in nordwestlicher Richtung eine Höhenstraße nach Colquechaca ab, von der nach 13 Kilometern eine acht Kilometer lange kurven- und serpentinenreiche Straße hinab ins Tal nach Chairapata führt.

## Bevölkerung
Die Einwohnerzahl der Ortschaft ist in dem Jahrzehnt zwischen den beiden letzten Volkszählungen leicht angestiegen:
| Jahr | Einwohner         | Quelle       |
| ---- | ----------------- | ------------ |
| 1992 | keine Detaildaten | Volkszählung |
| 2001 | 155               | Volkszählung |
| 2012 | 169               | Volkszählung |
| 2024 |                   | Volkszählung |

Die Region weist einen deutlichen Anteil an Quechua-Bevölkerung auf, im Municipio Pocoata sprechen 81 Prozent der Bevölkerung Quechua.